# فرست کوانتوم مینرالز
فرست کوانتوم مینرالز (به انگلیسی: First Quantum Minerals) شرکت استخراج معدن کانادایی است، که در سال ۱۹۹۶ تأسیس شد و در حال حاضر دارای عملیات در کشورهای زامبیا، جمهوری دموکراتیک کنگو، موریتانی، فنلاند، استرالیا، ترکیه، اسپانیا و آفریقای جنوبی می‌باشد.
دفتر مرکزی شرکت فرست کوانتوم در شهر ونکوور، بریتیش کلمبیا قرار دارد و بخشی از سهام آن در بازارهای بورس تورنتو و بورس لندن معامله می‌شود.